# Гватемальско-перуанские отношения
Гватемальско-перуанские отношения — двусторонние дипломатические отношения между Гватемалой и Перу. Отношения были установлены 20 апреля 1857 года.

## История отношений
Оба государства ранее входили в состав Испанской империи и официально установили отношения в 1857 году во время Флибустьерской войны.
В 2017 году главы государств Педро Пабло Кучински и Джимми Моралес встретились в Париже с Луисом Альберто Морено, президентом Межамериканского банка развития.
В экономических вопросах Гватемала и Перу подписали соглашение о свободной торговле 6 декабря 2011 года.

## Дипломатические миссии
- У Гватемалы есть посольство в Лиме[7]
- У Перу есть посольство в Гватемале[8]